# Rezerwat przyrody Torfowisko Lis
Rezerwat przyrody Torfowisko Lis – torfowiskowy rezerwat przyrody na Lisie w Kaliszu, przy południowo-wschodniej granicy miasta. Zajmuje powierzchnię 4,71 ha.
Rezerwat został utworzony w 1963 w celu ochrony torfowiska przejściowego z turzycami: pchlą (Carex pulicaris) i tunikową (Carex paradoxa) oraz licznymi gatunkami torfowców. Największą osobliwością przyrodniczą rezerwatu jest łanowe występowanie żurawiny błotnej (Oxycoccus palustris) i rosiczki okrągłolistnej (Drosera rotundifolia).

## Podstawa prawna
- Zarządzenie Ministra Leśnictwa i Przemysłu Drzewnego z dnia 8 lipca 1963 r. w sprawie uznania za rezerwat przyrody (M. P. z 1963 r. Nr 57, Poz. 294)
- Obwieszczenie Wojewody Wielkopolskiego z dn. 4.10.2001 r. w sprawie ogłoszenia wykazu rezerwatów przyrody utworzonych do dn. 31.12.1998 r.